# L'Arlesiana (Van Gogh 1890)
L'Arlesiana è un dipinto a olio su tela (60x50 cm) realizzato nel 1890 dal pittore Vincent van Gogh. È conservato nella Galleria Nazionale d'Arte Moderna di Roma.
Questa è una delle versioni del ritratto, che Van Gogh dipinse in numerose varianti.
Raffigura Madame Ginoux, proprietaria di un bar ad Arles, dove l'artista trascorreva spesso le proprie serate.
Il dipinto è stato eseguito durante il ricovero nell'ospedale di Saint-Rémy, sulla base degli studi eseguiti dall'amico Paul Gauguin durante le sedute di posa per un quadro del caffè di Madame Ginoux.  A differenza della versione del 1888, il pittore dipinge a memoria i colori e modifica liberamente i disegni da cui prendeva spunto. Questa versione del dipinto si distingue per l'espressione malinconica della donna, che sembra quasi più vecchia rispetto al ritratto eseguito due anni prima.
Nel maggio 1998 il dipinto venne rubato dalla Galleria Nazionale d'Arte Moderna di Roma, assieme a Il giardiniere, dello stesso Van Gogh, e Il Cabanon de Jourdan di Paul Cézanne: i dipinti furono recuperati il luglio successivo.